# Euspondylus stenolepis
Euspondylus stenolepis är en ödleart som beskrevs av  George Albert Boulenger 1908. Euspondylus stenolepis ingår i släktet Euspondylus och familjen Gymnophthalmidae. Inga underarter finns listade i Catalogue of Life.